# Compsibidion melancholicum
Compsibidion melancholicum är en skalbaggsart som beskrevs av Martins 1969. Compsibidion melancholicum ingår i släktet Compsibidion och familjen långhorningar. Inga underarter finns listade i Catalogue of Life.